# Cynometra ananta
Cynometra ananta är en ärtväxtart som beskrevs av John Hutchinson och John McEwan Dalziel. Cynometra ananta ingår i släktet Cynometra, och familjen ärtväxter. Inga underarter finns listade i Catalogue of Life.